# Мостовуха
Мостовуха — река в России, протекает в Котельничском районе Кировской области. Устье реки находится в 16 км по правому берегу реки Куринка. Длина реки составляет 11 км.
Исток реки в болотах юго-западнее села Макарье в 26 км к северо-западу от Котельнича. Река течёт на северо-восток, впадает в Куринку западнее деревни Аникины. Населённых пунктов на берегах и крупных притоков нет.

## Данные водного реестра
По данным государственного водного реестра России относится к Камскому бассейновому округу, водохозяйственный участок реки — Вятка от города Киров до города Котельнич, речной подбассейн реки — Вятка. Речной бассейн реки — Кама.
По данным геоинформационной системы водохозяйственного районирования территории РФ, подготовленной Федеральным агентством водных ресурсов:
- Код водного объекта в государственном водном реестре — 10010300312111100035966
- Код по гидрологической изученности (ГИ) — 111103596
- Код бассейна — 10.01.03.003
- Номер тома по ГИ — 11
- Выпуск по ГИ — 1